# Abdoul-Gafar Mamah
Abdoul-Gafar Mamah   (Lomé, 24 d'agost de 1985) és un exfutbolista togolès de la dècada de 2000.
Fou internacional amb la selecció de futbol de Togo.
Pel que fa a clubs, destacà a FC Sheriff Tiraspol, FC Spartak Vladikavkaz i FC Dacia Chișinău.